# Contulma valverdei
Contulma valverdei är en nattsländeart som beskrevs av Ralph W. Holzenthal och Oliver S. Flint Jr. 1995. Contulma valverdei ingår i släktet Contulma och familjen Anomalopsychidae. Inga underarter finns listade i Catalogue of Life.